# Piotr Bała
Piotr Bała (ur. 1 stycznia 1974) – polski aktor teatralny, filmowy i telewizyjny, także reżyser i scenarzysta. Absolwent Policealnego Studium Aktorskiego im. Aleksandra Sewruka przy Teatrze im. Stefana Jaracza w Olsztynie (1999). Jest twórcą filmu Wydział teatralny o przemianie teatru z walącej się ruiny w nowoczesną instytucję kulturalną.

## Teatr
W teatrze zadebiutował 29 listopada 1992 roku, wcielając się w rolę Reportera w spektaklu Mayday, Mayday...! Raya Cooneya na deskach Teatru Dramatycznego im. Jerzego Szaniawskiego w Wałbrzychu. Na scenie tej występował potem jako adept w latach 1994–1995. W latach 1996–1998 współpracował też z Teatrem im. S. Jaracza w Olsztynie.
Od 1999 roku jest aktorem Teatru Dramatycznego im. J. Szaniawskiego w Płocku. Występuje zarówno w przedstawieniach dla dorosłych, jak i dla najmłodszych widzów.

### Spektakle teatralne

#### Teatr Dramatyczny im. Szaniawskiego, Wałbrzych
- 1992 – Mayday,Mayday...! jako Reporter (reż. Ryszard Maciej Nyczka)
- 1994 – Kruk jako Rumak (reż. R.M. Nyczka)
- 1994 – Zemsta jako Mularz (reż. Józef Słotwiński)
- 1994 – Cyrano de Bergerac jako Szermierz (reż. Wowo Bielicki)
- 1995 – Opera za 3 grosze jako Edek; Konstabl (reż. W. Bielicki)

#### Teatr im. Jaracza, Olsztyn
- 1996 – Wesele jako Rycerz Czarny (reż. Adam Hanuszkiewicz)
- 1998 – W małym dworku jako Ignacy Kozdroń (reż. Jan Buchwald)

#### Teatr Dramatyczny im. Szaniawskiego, Płock
- 1999 – Zemsta jako Wacław (reż. Tomasz Grochoczyński)
- 1999 – Cudowna lampa Alladyna (Księga tysiąca i jednej nocy) jako Wezyr (reż. Wiesław Rudzki)
- 2000 – Dracula jako Quincey P.Morris z Texasu (reż. Marek Mokrowiecki)
- 2000 – Na pełnym morzu jako Gruby (reż. zbiorowa)
- 2000 – Millenium (widowisko plenerowe; reż. M. Mokrowiecki)
- 2000 – Idąc przez życie (reż. M. Mokrowiecki)
- 2000 – Gdyby jako Student; Dyrektor; Nauczyciel (reż. Krzysztof Prus)
- 2000 – Hej na smoka jako Szewczyk (reż. Antoni Baniukiewicz)
- 2001 – Makbet jako Lenox; Morderca (reż. Jacek Andrucki)
- 2001 – Wesele jako Ksiądz; Rycerz Czarny (reż. M. Mokrowiecki)
- 2001 – Szatan z siódmej klasy jako Uczeń; Bandyta II (reż. Bogdan Kokotek)
- 2001 – Jaś i Małgosia jako Kocur (reż. Stefan Szaciłowski)
- 2002 – Co nam zostało z tych lat (reż. Rudolf Moliński)
- 2002 – Kordian jako Diabeł; Nieznajomy; Strach (reż. Linas Marijus Zaikauskas)
- 2002 – Komedianci w Płocku (reż. M. Mokrowiecki)
- 2002 – Królewna Śnieżka jako Królewicz (reż. Karol Suszka)
- 2003 – O zielony Konstanty... (reż. M. Mokrowiecki)
- 2003 – Wariat i zakonnica jako dr Efrain Grun (reż. Mariusz Pogonowski)
- 2003 – Ślub jako Pijak (reż. K. Prus)
- 2003 – Kopciuszek jako Herold (reż. Andrzej Walden)
- 2003 – Poverello (reż. M. Mokrowiecki)
- 2004 – Skąpiec jako Walery (reż. J. Andrucki)
- 2004 – O co biega? jako Starszy szeregowiec Clive Winton (reż. Marek Perepeczko)
- 2004 – W małym dworku jako Ignacy Kozdroń (reż. Zbigniew Marek Hass)
- 2004 – Opowieść wigilijna jako Duch przyszłości; Nauczyciel (reż. Rafał Sisicki)
- 2004 – Czarodziejskie krzesiwo jako Żołnierz (reż. S. Szaciłowski)
- 2005 – Sklepy cynamonowe jako Ja (reż. Andrzej Maria Marczewski)
- 2005 – Rewizor jako Artiemij Filipowicz Ziemlanika (reż. M. Mokrowiecki)
- 2005 – Życie do natychmiastowego... jako Ozon (reż. Robert Walkowski)
- 2005 – Rycerze jako Kiełbaśnik (reż. M. Mokrowiecki)
- 2006 – Kandyd, czyli Optymizm jako Syn Barona i Baronowej (reż. J. Andrucki)
- 2006 – Przygody Koziołka Matołka jako Koziołek Przewodniczący (reż. M. Mokrowiecki)
- 2006 – Trzynasty dwunasty jako Klawisz; ZOMO-wiec (reż. M. Mokrowiecki)
- 2006 – Śpiąca królewna jako Herold (reż. S. Szaciłowski)
- 2007 – Król Edyp. Antygona jako Terezjasz; Strażnik (reż. J. Andrucki)
- 2011 – Rozmowy z Piotrem jako narrator (reż. Jan Nowicki)

Ponadto
- 2001 – Łysa śpiewaczka – jako Pan Smith (także opracowanie muzyczne) (reż. zbiorowa)

#### Teatr Per Se, Płock
- 2005 – Sztuka (reż. zespołowa)

#### Teatr Telewizji
- 2006 – Inka 1946 (Lepiej, że ja jedna zginę) jako Longin Ratajczyk (reż. Natalia Koryncka-Gruz)

## Filmografia
- 1999 – Ogniem i mieczem (reż. Jerzy Hoffman)
- 2002 – Dzień świra (reż. Marek Koterski)
- 2005 – 1409. Afera na zamku Bartenstein jako Błazen (reż. Rafał Buks, Paweł Czarzasty)
- 2008 – Wydział teatralny jako Czile; także: reżyseria, scenariusz, produkcja
- 2011 – Drużyna jako Rycerz

### Seriale
- 2000 – Ogniem i mieczem (reż. J. Hoffman)
- 2000 – 13 posterunek 2, odc. 2 (reż. Maciej Ślesicki)
- sezon 2000/2001 – Klan jako Kelner w pizzerii, w której spotkali się Czesia i Darek (reż. różni)
- 2001 – Na dobre i na złe, odc. 71 jako Sanitariusz Witek (reż. Teresa Kotlarczyk)
- 2001 – Przeprowadzki, odc. 9 (reż. Leszek Wosiewicz)
- 2001 – Świat według Kiepskich, odc. 89 jako Spiker (reż. Aleksander Sobiszewski)
- 2002 – Król przedmieścia jako Głos reportera tv (reż. Olaf Lubaszenko)
- sezon 2003/2004 – Klan jako Krzysztof Stryjecki, dealer narkotyków, dawny znajomy Kingi (reż. różni)
- 2004 – Pierwsza miłość jako Operator kamery na planie serialu Miłość i kłamstwa (reż. Okił Khamidow i inni)
- 2006 – Kryminalni, odc. 56 jako Właściciel pubu (reż. Piotr Wereśniak)
- 2007 – Odwróceni, odc. 12 jako Zbir (reż. Michał Gazda)
- 2007 – Plebania, odc. 903 jako Mężczyzna (reż. Jerzy Łukaszewicz)
- 2013 – Komisarz Alex, jako ochroniarz w kasynie (odc. 41)
- 2013 – Ranczo, jako reporter
- 2017 – Ojciec Mateusz jako Ochroniarz (odc. 221)

## Nagrody
- 2001 – nagroda płockiego Towarzystwa Przyjaciół Teatru za pracę artystyczną w roku 2000
- 2008 – Srebrna maska
- 2012 – nagroda Marszałka Województwa Mazowieckiego